# Echiostachys incanus
Echiostachys incanus är en strävbladig växtart som först beskrevs av Carl Peter Thunberg, och fick sitt nu gällande namn av Margaret Rutherford Bryan Levyns. Echiostachys incanus ingår i släktet Echiostachys och familjen strävbladiga växter. Inga underarter finns listade i Catalogue of Life.